# Hutfilterstraße

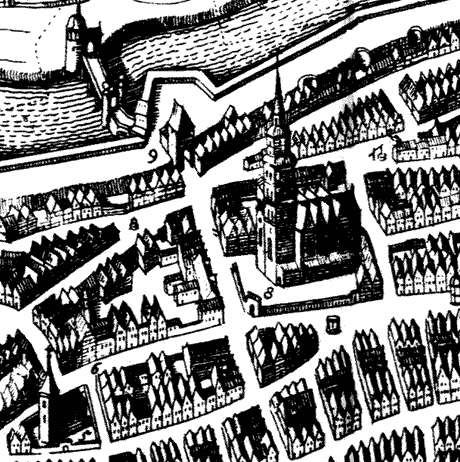
Auszug aus dem Merianplan von 1641: Ansgariikirche, darunter westlich die Hutfilterstraße

Die Hutfilterstraße ist eine historische Straße in Ost-West-Richtung in der Bremer Altstadt. Sie ist als Teil einer weitläufigen Fußgängerzone eine Haupteinkaufsstraße. Sie führt von der Obernstraße zum Am Brill/Bürgermeister-Smidt-Straße.
Die Querstraßen wurden benannt als Kurze Wallfahrt nach ihrer Nutzung bei schlechtwetterbedingten, abgekürzten Prozessionen zum Fronleichnam, Ansgarikirchhof nach der früheren (1229–1944) Ansgariikirche und Ansgaritorwallstraße nach dem Tor in der Bremer Stadtmauer.

## Geschichte

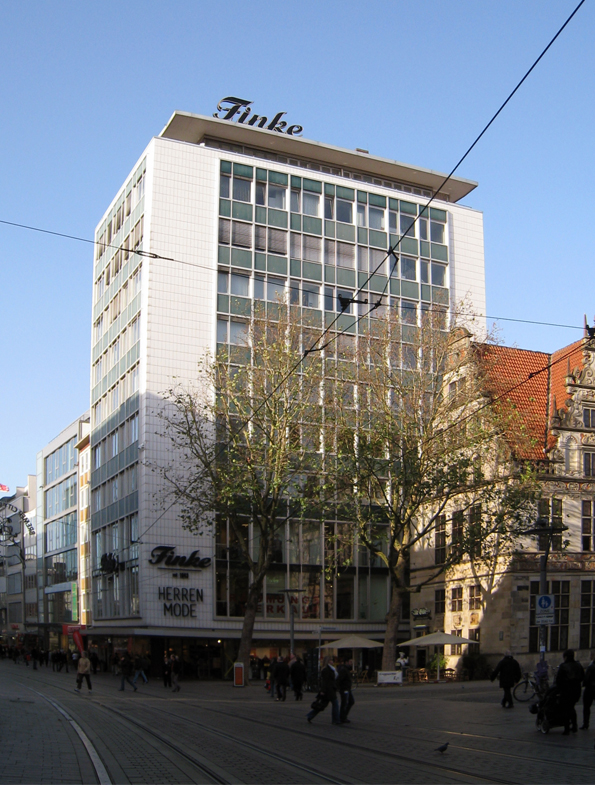
Finke-Hochhaus

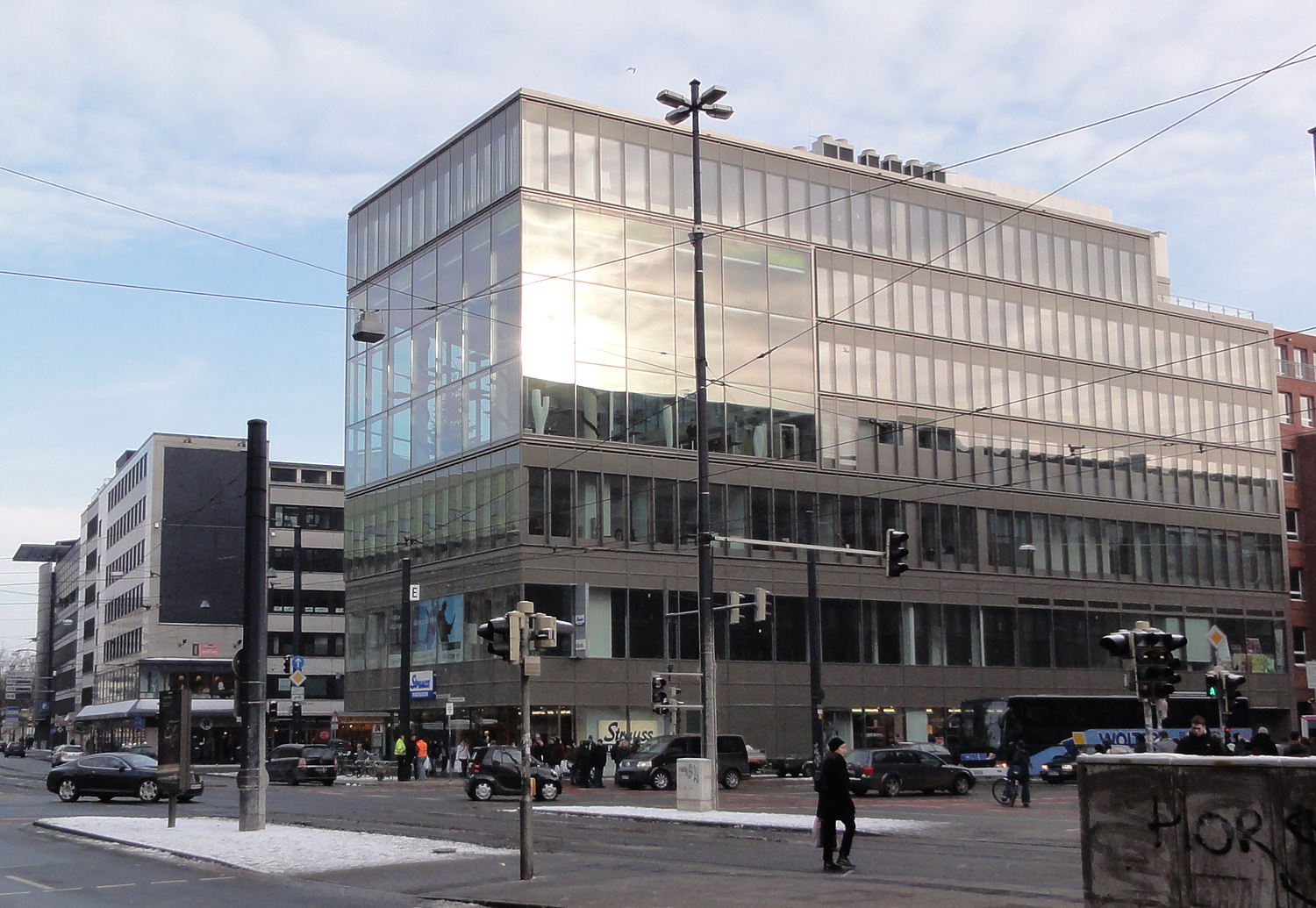
Brillissimo von 2010, Blick nach Norden

### Name
Die Straße wurde nach den Hutfilzern, also den Hutmachern benannt, die Hüte aus Filz herstellten. 1455 wurde sie als Hotfilterstrate erwähnt.

### Entwicklung
Die Straße endete an der Stadtmauer, welche die Altstadt vom Stephaniviertel trennte. Die trennende Mauer blieb noch bis um 1450 stehen und nur eine kleine Fußgängerpforte, der Brill, führte nach Westen. 1561 bezog die Gesellschaft Haus Seefahrt ihr erstes eigenes Haus in der Hutfilterstraße (um 1874 abgerissen beim Straßendurchbruch der Kaiserstraße), wo auch die Schaffermahlzeit stattfand. Nach der Reformation bewohnten die Beginen einige der Häuser.
Im 19. Jahrhundert standen überwiegend zwei- bis dreigeschossige Gebäude an der Straße. Die Hutfilterstraße führte damals von der östlichen Lanquedlerstraße (heute Obernstraße) über den Platz Am Brill zum Neuen Weg und zur Faulenstraße in das Stephaniviertel.
Von 1873 bis 1875 erfolgte der Straßendurchbruch für die Kaiserstraße (heute Bürgermeister-Smidt-Straße) und veränderte den Anschluss zur Hutfilterstraße, die noch ein kurzes Stück westlich der Kaiserstraße verlief.

1879 wurde vom Unternehmen Große Bremer Pferdebahn durch die Straße eine Pferdebahnlinie (Hastedt–Walle) geführt. Um 1900 erfolgte hier die Elektrifizierung der noch eingleisigen Straßenbahn.

1898 wurde für die schmale Hutfilterstraße eine neue Baulinie festgelegt; die Straße wurde nun breiter und die Häuser höher. 1902 wurde aus verkehrstechnischen Gründen der nun dreieckige Patz Am Brill als Knotenpunkt von Kaiserstraße, Hutfilterstraße und Am Neuen Weg/Faulenstraße ausgebaut. Die Hutfilterstraße endet nun Am Brill mit seinen drei- bis viergeschossigen Gebäuden. 1905 eröffnete Otto Frundt das erste Ladenkino an der Straße.
Im Zweiten Weltkrieg wurden (fast) alle Häuser zerstört. Beim Wiederaufbau wurde die Straße durchgängig verbreitert. Besonders bedeutend war dabei 1956 die Errichtung des Finke-Hochhauses in Nachbarschaft zum Gewerbehaus in Bremen von  1621 im Stil der Weserrenaissance. Betont wurde dabei der Gegensatz von Alt und Neu. Der architekturführer bremen schreibt dazu: „Das Gebäude entstand auf Wunsch der Stadtplanung als elfgeschossiges Hochhaus, um am Ende der Obernstraße die optische Funktion des zerstörten Turms der [zerstörten] Ansgarikirche zu übernehmen.“

### Verkehr
Die Straße wird heute (2019) durch die Straßenbahn-Bremen-Linien 2 (Gröpelingen – Sebaldsbrück) und 3 (Gröpelingen – Weserwehr) befahren.

## Gebäude
Von den fünf- bis siebengeschossigen Geschäfts- und Bürohäusern sind u. a. erwähnenswert:
- Nr. 3: 11-gesch. Finke-Hochhaus als Geschäfts- und Bürohaus von 1956 nach Plänen Rudi Richter und Willi Kläner
- Nr. 13: Hier stand an der Nordseite das um 1821 errichtete zweigeschossige klassizistische Gebäude der ersten Adler-Apotheke.[3]

- Hutfilterstraße Ecke Am Brill/Bürgermeister-Smidt-Straße, Südseite:
  - 3-gesch. Geschäftshaus von 1876 bis 1898 der Manufaktur- und Weißwarenhandlung C. Klockgeber, der Nähmaschinen- und Fahrradhandlung Wilhelm Preiss und des Arztes Dr. H.C. Piessing.[4]
  - 4-gesch. prunkvolles, historisierendes Geschäftshaus von nach 1874 bis 1928[5]
  - 6-gesch. Eckhaus (Tipphoiken-Haus, Kaiserstraße 26/26a) von um 1928/1930 nach Plänen von Joseph Ostwald im Stil der klassischen Modernen (Bauhaus), seit 1933 DeFaKa-Kaufhaus, 1942 zerstört[6]
  - Entwurf von 1960 für ein nicht realisiertes Hochhaus nach Plänen von Max Säume
  - 4-gesch. Kaufhalle von 1964 mit einer Fassade aus Kunststoff nach Plänen von Säume
  - 7-gesch. Geschäftshaus Brillissimo von 2010 nach Plänen von Grüntuch-Ernst (Berlin)
- Hutfilterstraße Ecke Am Brill/Bürgermeister-Smidt-Straße, Nordseite:
  - 2-gesch. Haus mit Walmdach der Adler Apotheke
  - Nr. 23: 4-gesch. historisierendes Geschäftshaus von 1910 bis 1944 (zerstört) nach Plänen von August Abbehusen und Otto Blendermann; hier befand sich die Adler-Apotheke[7][8]
  - Nr. 23/25: 6/7-gesch. Geschäftshaus von ?